# Día del Libro (Argentina)
El Día del Libro se celebra en la Argentina el 15 de junio de cada año desde 1908. La fecha se conmemora desde que el 15 de junio de 1908 se entregaron los premios y distinciones de un concurso literario organizado por el entonces Consejo Nacional de Mujeres de la República Argentina. A partir de allí, la biblioteca del organismo tomó la iniciativa para que se celebrara «un día especial del año a la recordación del libro como registro imperecedero del pensamiento y de la vida de los individuos y las sociedades, y como vínculo indestructible de las generaciones humanas de todas las razas, lenguas, creencias, etcétera».
Anualmente la Biblioteca del Consejo instituyó en esa fecha la «Fiesta del Libro». Después de diversas solicitudes, la Biblioteca del Consejo logró el reconocimiento esperado: el 17 de junio de 1924, por el Decreto nacional n.° 1038 del gobierno del presidente Marcelo T. de Alvear, se declaró oficialmente el 15 de junio como la «Fiesta del Libro» en la Argentina. El mismo gobierno, en septiembre de 1928, propició la concreción de la primera Feria del Libro en Buenos Aires.
El 11 de junio de 1941 una resolución del Ministerio de Educación cambió la denominación por «Día del Libro», que se mantiene actualmente. Más allá del cambio de nombre, el objetivo de la celebración se continua año tras año: fomentar la lectura entre las comunidades de todo el país. 
Para celebrar al libro y promocionar la lectura se realizan actividades alusivas y en algunas localidades existen promociones por la compra de libros.